# Nuselská
Nuselská je ulice v Praze 4 spojující náměstí Bratří Synků s křižovatkou ulic U Plynárny/Michelská pod Tyršovým vrchem, přičemž přibližně v polovině své délky (nedaleko mostu přes potok Botič) ji protíná hranice čtvrtí Nusle a Michle.

## Průběh

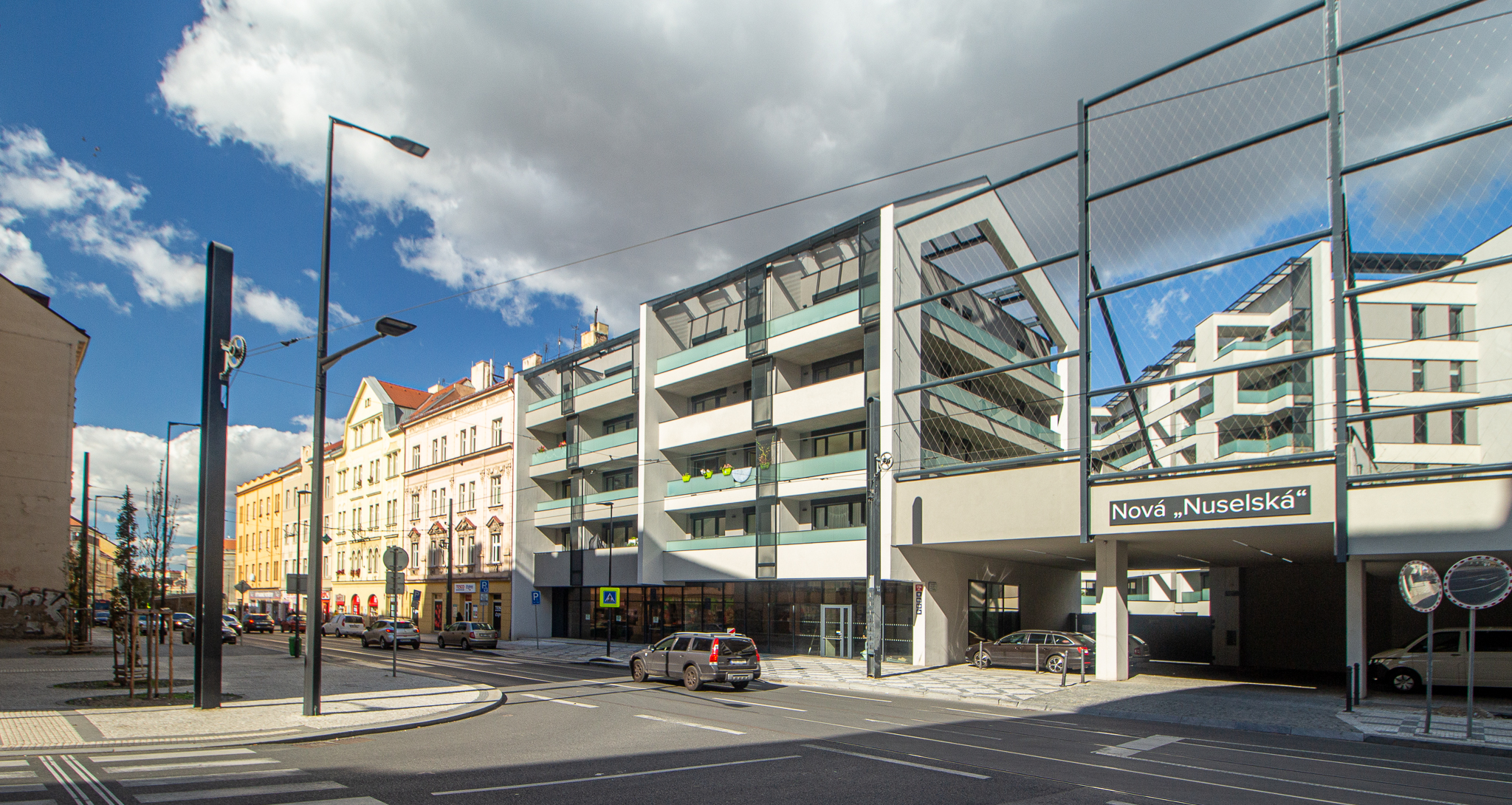
Nuselská ulice v Nuslích. V popřední nový bytový dům "Nová Nuselská" v místech kde do roku 2019 stávala Nuselská mlékárna

Je orientovaná od severozápadu směrem k jihovýchodu a představuje jednu z ulic s "nejhustší" obchodní sítí v celé Praze. 
Na severozápadní straně začíná na náměstí Bratří Synků se zleva ústící Čestmírovou ulicí, jejichž nároží tvoří nuselský Národní dům. Protější pětipodlažní dům s věžovým arkýřem do Nuselské s květinářstvím v přízemí patří administrativně ještě do náměstí. Zdobí jej pseudobarokní báň nad nárožním arkýřem. Do roku 1903 tam stála budova "Nusle čp.3" patřící k Nuselskému hospodářskému dvoru (čp.4 později zbořenému) Nuselského zámku.
O několik desítek metrů a dále je ulice Vlastislavova vedoucí do někdejší nuselské průmyslové zóny (Pletařské závody Karla Havlíčka Borovského - Mira, Sklárny Kavalier, Dýmky Marie Patrné, potravinářské provozy atd.), vpravo nedlouhá ulice Vladimírova vedoucí do Táborské a ke kostelu sv. Václava. V domě "U Oulíkové" (šestipodlažním se dvěma věžovými arkýři s podchody do Nuselské a Táborské ulice) bývalo známé kloboučnictví, již z dob první republiky (koncem roku 2023 tam bylo zřízeno "Starožitnictví" a nové nuselské papírnictví). Na křižovatce s Nuselskou třídou se nachází "Bílý dům" (Nusle čp. 64), jedna z nejstarších kamenných dochovaných staveb v Nuslích, patřící Pražské energetické společnosti (kanceláře PRE, dříve bývala v přízemí restaurace). Protější dům "Nuselská 17" byl postaven Tomášem Baťou v roce 1930, jako obchodní středisko. Hned za ním naproti za malým parčíkem vpravo je moderní blok šesti osmipodlažních domů ze šedesátých let dvacátého století, který nahradil osm nemovitostí z devatenáctého století včetně „Richtrovy pasáže“ oděvního závodu z dob První republiky a slavné Knihtiskárny Staněk (Nusle čp.47), založené již 1871, která měla v parteru kolem roku 1930 rozsáhlou obchodní síť (papír, lahůdky, drůbež, Staněk knihy, parfumerie, léky aj.) 
Vlevo ústí do Nuselské třídy ulice Mečislavova a Mojmírova, s hotelem na křižovatce s ulicí Rostislavovou. Na rohu Mečislavovy a Nuselské vznikla počátkem března 2022 vedle prodejny tabáku malba streetartového umělce malba holčičky, skrývající pod ukrajinskou vlajkou pohádkové postavičky. Reprezentují západoevropskou a americkou kulturu, protože kolem dívky posedávají Myšák Mickey, český Krtek, severský Mumínek, francouzský Obelix, polští Bolek a Lolek, pes Bitzer z britské pohádky Ovečka Shaun a německá včelka Mája.
Nedaleko ústí ulice V Horkách býval za první republiky obchodní dům "Nuba", ještě na přelomu tisíciletí fungující pod názvem "Obchodní dům Nusle". Jeho budova stojí v původní podobě z roku 1920, prostory jsou však využity pro obchody. Hned vedle se nachází "Zelenkova cukrárna" a také tradiční cukrárna "LuJa", kterou navštěvoval již v nedaleké ulici Nad Nuslemi bydlící herec Rudolf Hrušínský.
Není bez zajímavosti, že se v Nuselské ulici č. 42 (Nusle čp. 214) 2. července 1904 narodil František Černý, herec, známý především jako alchymista Scotty z filmu „Císařův pekař“ a herec obou hudebních divadel (V Nuslích, kde bydlel a v Karlíně).
Vpravo, proti bývalé Nuselské mlékárně, vede do prudkého kopce ulice Na Jezerce, kam odbočují také městské autobusy linky 188. Roku 1967 byly na rohu Nuselské a ul. Pod Pramenem otevřeny „lázně Nusle“, jako náhrada za uzavřené Heroldovy lázně v Otakarově ulici, zbudované stavitelem Theofilem Heroldem již roku 1896 (dnes Hotel Otakar, Nusle čp.287).
Na malém náměstíčku, kam ústí zleva ulice Kloboučnická a ulice "K Podjezdu", je na Nuselské v rohovém secesním domě s reliéfem loutnisty nad hlavním vchodem také klasická restaurace "Na Tetíně" (dům Nuselská 59, Nusle čp. 1422, je od 2. července 2000 památkově chráněným objektem). V roce 2024 bylo tam v Nuselské zřízeno malé železářství, elektro a domácí potřeby, částečně nahrazující tradiční "Železářství u Rousků" z nuselského náměstí.
Dále Nuselská prochází pod parkem Jezerka mezi bývalou budovou Komerční banky (před válkou vojenského velitelství Praha-Nusle), dnes pobočkou Městské knihovny „Jezerka“ a ZŠ Mendíků. V době první republiky a těsně po 2. světové válce tam promítalo také kino "Sparta", ve dvorním traktu obytných domů.  Nedaleko najdeme také hotel "Luka". Od sokolovny tam vede paralelní cesta na Tyršův vrch. Pod Tyršovým vrchem se Nuselská rozděluje do dvou ulic, vlevo do ulice U Plynárny, po níž pokračuje tramvajová trať a vpravo u mostku přes Botič poblíž někdejšího Michelského dvora (dnes sídlo Domova Sue Ryder) do ulice Michelské, kam odbočuje celá řada autobusových spojů (směr Kačerov, směr Budějovická).
Celou délkou Nuselské ulice projíždějí tramvajové linky č.11 a 14, krátkým úsekem od nám. bří Synků ještě linky 18, 19, autobus 193 a všechny tramvaje jedoucí do pankrácké vozovny.

## Význačné objekty
- Nuselská mlékárna
- Národní dům v Nuslích
- Nuselská radnice a Husův sbor v Táborské ulici
- Nusle (zámek)
- Dům s lékárnou U Černého orla
- Tyršův vrch
- Michelský dvůr, dnes sídlo organizace Domov Sue Ryder
- zaniklý Michelský mlýn
- Michelská synagoga, dnes modlitebna sboru Alberta Schweitzera Církve československé husitské
- Bývalé nádraží Nusle (Praha-Vršovice (nádraží))